# Pierre Butini
Pour les articles homonymes, voir Butini.
Pierre Butini, né le 23 mars 1759 à Genève (originaire du même lieu) et mort le 24 novembre 1838 dans la même ville, est un médecin genevois puis suisse.

## Biographie

### Origines et famille
Pierre Butini naît le 23 mars 1759 à Genève. Il en est également originaire.
Son père, Jean-Antoine Butini, est médecin.
Il épouse Jeanne-Pernette Bardin. La pianiste et compositrice Caroline Boissier-Butini est leur fille.

### Études
Après s'être signalé par des travaux en sciences naturelles, il fait des études de médecine à l'université de Montpellier, où il est reçu docteur en 1783.

### Parcours professionnel
En dépit d'une absence presque complète de publications, sa réputation de praticien très habile dépasse largement les frontières de Genève. Les têtes couronnées de toute l'Europe viennent le consulter et il devient membre de nombreuses sociétés savantes.

### Mort
Il meurt le 24 novembre 1838 à Genève, à l'âge de 79 ans.